# Teddy Edwards
Pour les articles homonymes, voir Edwards.
Theodore Marcus "Teddy" Edwards (Avril 26, 1924 ;– Avril 20, 2003) est un saxophoniste ténor de jazz américain basé sur la Côte Ouest des États-Unis. On le considère comme étant l'un des plus influents saxophonistes ténor des années 1940.

## Discographie

### En tant que leader
- 1947 The Foremost
- 1948 Central Avenue Breakdown
- 1959 At Falcon's Lair with Joe Castro (MetroJazz Records, split LP avec Sonny Rollins "At Music Inn")
- 1959 It's About Time (Pacific Jazz)
- 1959 Sunset Eyes (Pacific Jazz)
- 1960 Teddy's Ready! (Contemporary)
- 1960 Back to Avalon (Contemporary)
- 1961: Together Again!!!! - avec Howard McGhee (Contemporary)
- 1961 Good Gravy! (Contemporary)
- 1962 Heart & Soul (Contemporary)
- 1966 Nothin' But the Truth! (Prestige)
- 1967 It's All Right! (Prestige)
- 1974 Feelin's (Muse)
- 1976 The Inimitable Teddy Edwards (Xanadu Records)
- 1980 Out of This World
- 1981 Good Gravy [live]
- 1991 Mississippi Lad
- 1992 Blue Saxophone
- 1994 Teddy Edwards Quartet La Villa[live in Paris]
- 1994 Horn to Horn
- 1995 Tango in Harlem
- 1997 Midnight Creeper
- 1999 Close Encounters
- 2001 Ladies Man
- 2003 Smooth Sailing avec Chip White, Ray Drummond, Richard Wyands

### En tant que sideman
Avec  Frank Butler
- Wheelin' and Dealin' (Xanadu, 1978)

Avec King Pleasure
- Golden Days (Original Jazz Classics, 1960)

Avec Joe Castro
- Groove Funk Soul! by  (Atlantic, 1958)

Avec Sonny Criss
- Sonny's Dream (Birth of the New Cool) (Prestige, 1968)

Avec Richard "Groove" Holmes
- Get Up & Get It! (Prestige, 1967)
- Welcome Home (World Pacific Jazz, 1968)

Avec Milt Jackson
- That's the Way It Is (Impulse!, 1969)
- Just the Way It Had to Be (Impulse!, 1969)
- Memphis Jackson (Impulse!, 1969)

Avec Freddie Redd
- Everybody loves a winner (1990)

Avec The Leroy Vinnegar Sextet
- Walk On! (1992)